# Tumore dell'intestino tenue
Il tumore dell'intestino tenue è una forma di neoplasia che colpisce l'intestino tenue. Rispetto ad altri tumori dell'apparato digerente, come il tumore dello stomaco o il tumore del colon-retto esso si presenta molto più raramente.
Questo tumore può essere suddiviso in tumore duodenale (la prima parte dell'intestino tenue), tumore del digiuno e tumore dell'ileo (le successive due parti). Il tasso di sopravvivenza a cinque anni è del 65%.
Esistono diversi sottotipi del tumore dell'intestino tenue. Questi includono:
- Adenocarcinoma
- Tumore stromale gastrointestinale
- Linfoma

## Fattori di rischio
Immagine endoscopica di adenocarcinoma del duodeno, visto nel duodeno post-bulbare.
I fattori di rischio per questo tumore includono:
- La malattia di Crohn
- Celiachia
- L'esposizione alle radiazioni ionizzanti
- Sindromi ereditarie: poliposi adenomatosa familiare, cancro colorettale ereditario non poliposico, sindrome di Peutz-Jeghers
- I maschi hanno il 25% in più di probabilità di sviluppare la malattia

I tumori benigni e le condizioni che possono essere confuse con il tumore dell'intestino tenue:
- Amartoma
- Tubercolosi

## Trattamento
Al 2025 circa la metà dei pazienti con tumore intestinale in stadio avanzato non risponde o recidiva al trattamento con immunoterapia. 
Studi preclinici hanno dimostrato che un mix di nove batteri intestinali, chiamato MB097, è capace di attivare la risposta immunitaria delle cellule Natural killer e dei linfociti T citotossici, nonché la produzione di metaboliti che agiscono direttamente nel sito del tumore.